# Cattedrali in eSwatini
Questa è una lista delle cattedrali nell'eSwatini.

## Cattedrale cattolica
| Cattedrale                 | Diocesi            | Città   |
| -------------------------- | ------------------ | ------- |
| Cattedrale dell'Assunzione | Diocesi di Manzini | Manzini |

## Cattedrale anglicana
| Cattedrale                  | Diocesi              | Città   |
| --------------------------- | -------------------- | ------- |
| Cattedrale di Tutti i Santi | Diocesi di Swaziland | Mbabane |